# Пеккья, Фабио
Фа́био Пе́ккья (итал. Fabio Pecchia; род. 24 августа 1973, Формия, Лацио) — итальянский футболист и футбольный тренер. Выступал на позиции полузащитника. Известен как игрок итальянского клуба «Наполи». Участник Олимпийских игр 1996 в Атланте.

## Карьера

### Клубная
Пеккья — воспитанник клуба «Авеллино 1912», в составе которого в 1991 году дебютировал в Серии B. Уверенно отыграв дебютный сезон, Фабио получил приглашение из «Пармы», но в последний момент сделка сорвалась, и он перешёл в «Наполи». 29 августа 1993 года Пеккья дебютировал в Серии A. Он быстро завоевал авторитет не только на поле, но и в раздевалке. В 1996 году Фабио выбирают капитаном команды. В том же году он помогает «Наполи» выйти в финал Кубка Италии и даже забивает гол, но это не помогает его команде завоевать трофей.
В 1997 году Фабио перешёл в «Ювентус». В составе «старой синьоры» Пеккья выиграл чемпионат и стал обладателем Суперкубка Италии. После ухода из «Ювентуса» он по сезону отыграл за «Сампдорию» и «Торино».
В 2001 году Фабио на правах аренды вернулся в «Наполи», чтобы помочь команде вернуться в элиту. По окончании сезона он перешёл в «Болонью». Через год Пеккья подписал контракт с «Комо», но по окончании чемпионата вновь вернулся в «Болонью», чтобы помочь ей избежать вылета. В 2004 году он на правах аренды отправился в «Асколи», но из-за травмы почти не играл.
В 2006 году Фабио покинул «Болонью» и выступал за «Фрозиноне» и «Фоджу», где и завершил карьеру в 2009 году.

### Международная
В 1996 году Фабио в составе молодёжной национальной команды выиграл молодёжный чемпионат Европы в Испании. В том же году в составе олимпийской сборной Италии Пеккья принял участие в Олимпийских играх в Атланте. На турнире он сыграл в матчах группового этапа против команд Мексики, Южной Кореи и Ганы.

### Тренерская
1 июня 2016 года назначен главным тренером клуба «Эллас Верона». Контракт подписан до 30 июня 2017 года.
7 января 2021 года назначен главным тренером клуба Серии B «Кремонезе».

## Достижения
«Ювентус»
- Чемпион Италии: 1997/98
- Обладатель Суперкубка Италии: 1997

Италия (до 21)
- Чемпион Европы среди молодёжных команд: 1996